# Мала Терса

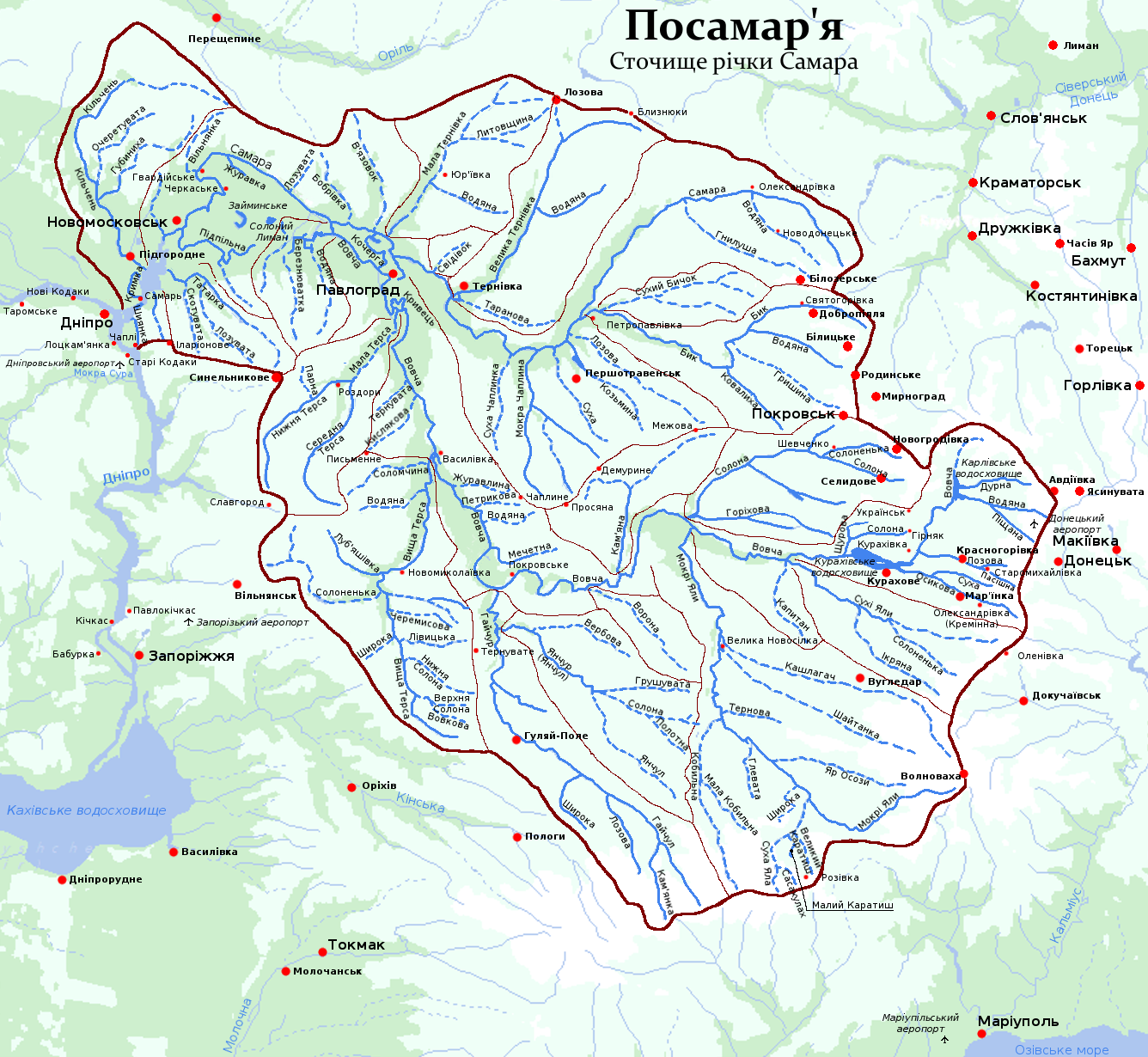

Мала́ Те́рса — річка в Україні, в межах Синельниківського і Павлоградського районів Дніпропетровської області. Ліва притока Вовчої (басейн Дніпра).

## Опис
Довжина 31 км, площа басейну 711 км². Похил річки 0,4 м/км. Долина трапецієподібна, завширшки до 2,5 км. Річище помірно звивисте. Використовується для зрошування. Зарегульована ставками.

## Розташування
Річка утворюється злиттям річок Нижня Терса та Середня Терса між смт Роздори та селом Писарівка. Тече на північний схід. Впадає до Вовчої поруч зі селом Привовчанське.

## Притоки Малої Терси

### Праві
- Середня Терса
- Кирикова балка

### Ліві
- Нижня Терса

## Населені пункти над Малою Терсою
- Великі села: Троїцьке та Привовчанське.
- село Писарівка